# Rüdiger John (Diplomat)
Rüdiger John (* 20. Jahrhundert) ist ein deutscher Diplomat im Ruhestand. Er war zuletzt von 2014 bis 2016 Botschafter in Ghana.

## Leben
Nach dem Abitur (1969) und Wehrdienst (1969–1971) absolvierte John ein Studium des Völkerrechts in Moskau, welches er 1976 mit einem Diplom abschloss. Anschließend begann John seine diplomatische Laufbahn beim Ministerium für Auswärtige Angelegenheiten der ehemaligen DDR. Von 1987 bis 1990 war er an der Ständigen Vertretung der ehemaligen DDR bei den Vereinten Nationen in New York tätig. 1990 erfolgte der Wechsel in das Auswärtige Amt. Von 1996 bis 2000 war er in der Türkei eingesetzt, ab 1998 als stellvertretender Leiter des Generalkonsulats Istanbul. Zwischen 2000 und 2008 arbeitete er in verschiedenen Positionen im Auswärtigen Amt.
Im Jahr 2008 wurde John zum Botschafter in Niger ernannt und wurde in diesem Amt 2011 von Gordon Kricke abgelöst, der zuvor Leiter des Deutschlandzentrums in Mexiko-Stadt war. Als Botschafter unterstützte er das Programme nigéro-allemand de lutte contre la pauvreté Tillabéri et Tahoua-Nord (LUCOP), ein nigrisch-deutsches Programm zur Bekämpfung der Armut in den Regionen Tillabéri und Tahoua.
John wechselte 2011 als Botschafter nach Sierra Leone und wurde damit Nachfolger von Thomas Freudenhammer. In dieser Funktion unterstützte er auch die Durchführung von Seminaren des Wittenberg-Zentrums für Globale Ethik für afrikanische Nachwuchskräfte aus Politik, Zivilgesellschaft, Wirtschaft und Wissenschaft in Freetown. Von 2014 bis 2016 war John Botschafter in Accra (Ghana) und trat danach in den Ruhestand.